# Harry J. Wild
Pour les articles homonymes, voir Wild.

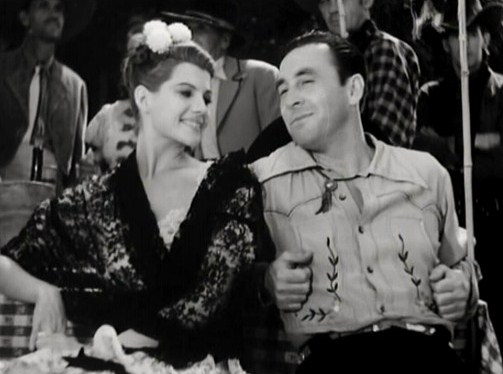
Prise de vue pour The Renegade Ranger (1938) : Rita Hayworth et George O'Brien

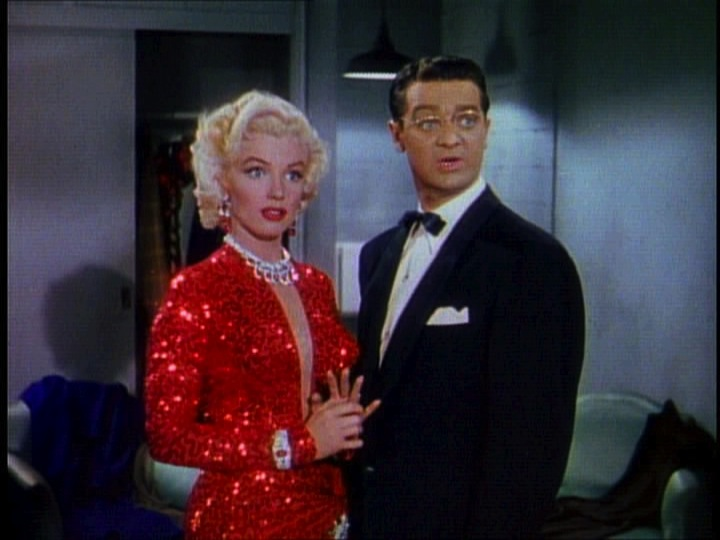
Prise de vue pour Les hommes préfèrent les blondes (1953) : Marilyn Monroe et Tommy Noonan

Harry J. Wild (parfois crédité Harry Wild), A.S.C., né le 5 juillet 1901 à New York (État de New York), mort le 24 février 1961 à Los Angeles (Californie), est un directeur de la photographie américain.

## Biographie
Au cinéma, Harry J. Wild débute comme deuxième assistant opérateur en 1926 (sur Le Mécano de la « General », de et avec Buster Keaton), devient premier assistant opérateur en 1931, puis cadreur en 1932. Enfin, il est chef opérateur de 1936 à 1956, principalement au sein de la RKO Pictures, sur quatre-vingt-six films américains, dont des westerns.
Il collabore notamment avec les réalisateurs Frank Borzage (Le Cabaret des étoiles en 1943, avec Cheryl Walker et Katharine Hepburn), Howard Hawks (Les hommes préfèrent les blondes en 1953, avec Jane Russell — qu'il photographie à l'occasion de sept films en tout — et Marilyn Monroe), Jean Renoir (La Femme sur la plage en 1948, avec Joan Bennett et Robert Ryan), Don Siegel (Ça commence à Vera Cruz en 1949, film noir — genre auquel il contribue souvent — avec Robert Mitchum et Jane Greer), Robert Stevenson (ex. : Mon passé défendu en 1951, avec Robert Mitchum et Ava Gardner), ou encore John Sturges (La Vénus des mers chaudes en 1955, avec Jane Russell et Gilbert Roland), entre autres. Notons aussi qu'il photographie quelques scènes additionnelles de deux films d'Orson Welles, Citizen Kane (1941) et La Splendeur des Amberson (1942).
En 1939, il obtient une nomination (partagée) à l'Oscar de la meilleure photographie, pour Army Girl (1938, avec Madge Evans et Preston Foster) de George Nichols Jr.
À la télévision, de 1955 à 1960, Harry J. Wild est directeur de la photographie sur neuf séries, dont Au nom de la loi (1959-1960, douze épisodes) et La Quatrième Dimension (1960, un épisode).

## Filmographie partielle
Comme directeur de la photographie, sauf mention contraire

### Au cinéma
- 1926 : Le Mécano de la « General » (The General) de Clyde Bruckman et Buster Keaton (deuxième assistant opérateur)
- 1931 : La Ruée vers l'Ouest (Cimarron) de Wesley Ruggles (deuxième assistant opérateur)
- 1931 : Men of Chance de George Archainbaud (premier assistant opérateur)
- 1931 : Young Donovan's Kid de Fred Niblo (premier assistant opérateur)
- 1932 : Quatre de l'aviation (The Lost Squadron) de George Archainbaud (cadreur)
- 1932 : Girl Crazy de William A. Seiter (cadreur)
- 1933 : Diplomaniacs (en) de William A. Seiter (cadreur)
- 1935 : Chasing Yesterday de George Nichols Jr. (cadreur)
- 1936 : The Big Game de George Nichols Jr. et Edward Killy
- 1937 : Lady Behave ! de Lloyd Corrigan
- 1937 : Portia on Trial de George Nichols Jr.
- 1938 : Army Girl de George Nichols Jr.
- 1938 : The Renegade Ranger de David Howard
- 1941 : The Saint in Palm Springs de Jack Hively
- 1941 : Citizen Kane d'Orson Welles (photographie additionnelle)
- 1942 : La Vallée du soleil (Valley of the Sun) de George Marshall
- 1942 : La Splendeur des Amberson (The Magnificent Ambersons) d'Orson Welles (photographie additionnelle)
- 1943 : So This Is Washington de Ray McCarey
- 1943 : Le Cabaret des étoiles (Stage Door Canteen) de Frank Borzage
- 1943 : Le Triomphe de Tarzan (Tarzan Triumps) de Wilhelm Thiele
- 1943 : Le Mystère de Tarzan (Tarzan's Desert Mystery) de Wilhelm Thiele
- 1944 : Mademoiselle Fifi (titre original) de Robert Wise
- 1944 : Adieu, ma belle (Murder, My Sweet) d'Edward Dmytryk
- 1945 : Johnny Angel d'Edwin L. Marin
- 1945 : Le Premier Américain à Tokyo (First Yank into Tokyo) de Gordon Douglas
- 1945 : Pris au piège (Cornered) d'Edward Dmytryk
- 1946 : Jusqu'à la fin des temps (Till the End of Time) d'Edward Dmytryk
- 1946 : Nocturne d'Edwin L. Marin
- 1947 : Taïkoun (Tycoon) de Richard Wallace
- 1947 : Ils ne voudront pas me croire (They won't believe Me) d'Irving Pichel
- 1948 : La Femme sur la plage (The Woman on the Beach) de Jean Renoir
- 1948 : Sanglante Aventure (Pitfall) de André de Toth
- 1948 : La Cité de la peur (Station West) de Sidney Lanfield
- 1949 : Ça commence à Vera Cruz (The Big Steal) de Don Siegel
- 1949 : The Threat de Felix E. Feist
- 1950 : L'Étranger dans la cité (Walk Softly, Stranger) de Robert Stevenson
- 1951 : Les Coulisses de Broadway (Two Tickets to Broadway) de James V. Kern
- 1951 : Mon passé défendu ou Cœurs insondables (My Forbidden Past) de Robert Stevenson
- 1951 : Fini de rire (His Kind of Woman) de John Farrow
- 1952 : Le Fils de visage pâle (Son of Paleface) de Frank Tashlin
- 1952 : Scandale à Las Vegas (The Las Vegas Story) de Robert Stevenson
- 1952 : Le Paradis des mauvais garçons (Macao) de Josef von Sternberg
- 1953 : Les hommes préfèrent les blondes (Gentlemen prefer Blondes) d'Howard Hawks
- 1953 : Commérages (Affair with a Stranger) de Roy Rowland
- 1953 : French Line (The French Line) de Lloyd Bacon
- 1954 : Belle mais dangereuse (She Couldn't Say No) de Lloyd Bacon
- 1955 : La Vénus des mers chaudes (Underwater !) de John Sturges
- 1956 : Le Conquérant (The Conqueror) de Dick Powell

### À la télévision (séries)
- 1959-1960 : Au nom de la loi (Wanted : Dead or Alive)
  - Saison 2, épisode 15 Chain Gang (1959), épisode 16 L'Illusionniste (Vanishing Act, 1959) de Don McDougall, épisode 17 Qui est cet homme ? (Mental Lapse, 1960), épisode 21 Jason (1960) de George Blair, épisode 23 Le Gang Bender (Tolliver Bender, 1960) de George Blair, épisode 27 Le Paria (The Pariah, 1960) de George Blair, épisode 31 La Route de la prison (Prison Trail, 1960), et épisode 32 Le Banquier (Pay-Off at Pinto, 1960) de Don McDougall
  - Saison 3, épisode 1 Cour martiale (The Trial, 1960), épisode 2 Cure sans alcool (The Cure, 1960) de Gene Reynolds, épisode 3 La Prisonnière (Journey for Josh, 1960), et épisode 6 L'Évadé (The Showndown, 1960)
- 1960 : La Quatrième Dimension (The Twilight Zone)
  - saison 1, épisode 14 : Troisième à partir du soleil (Third from the Sun) de Richard L. Bare

## Nomination
- 1939 : Oscar de la meilleure photographie pour Army Girl (nomination partagée avec Ernest Miller).